# Constantijn Theodoor van Lynden van Sandenburg
Pour les articles homonymes, voir Lynden (homonymie).
Constantijn Theodoor, comte van Lynden van Sandenburg, dit Theo van Lynden, né à Utrecht le 24 février 1826 et mort à Langbroek le 18 novembre 1885, est un homme d'État néerlandais. Noble issu de la province d'Utrecht, d'abord baron, puis comte, il est plusieurs fois ministre, et président du Conseil de 1879 à 1883.

## Biographie
Il appartient au parti des conservateurs protestants-orthodoxes, et qui sympathisaient avec les anti-révolutionnaires. Avant d'être représentant à la chambre basse, il était avocat. Dans le cabinet de Van Zuylen van Nijevelt, il était ministre du Culte réformé. Ministre de la Justice de 1874 à 1877 et coprésident dans le cabinet Heemskerk-Van Lynden van Sandenburg, il réorganisa la répartition juridictionnelle.
Il était président du Conseil à la tête d'une formation de conservateurs modérés et de libéraux ; la majorité de la Seconde Chambre était alors libérale. Dans ce cabinet, il fut ministre des Affaires étrangères (1879-1881), puis ministre des Finances. En 1879, il était responsable de l'arrangement des conditions matrimoniales du roi Guillaume III et Emma de Waldeck-Pyrmont. Il fait le discours d'ouverture de la Conférence internationale de La Haye d'octobre 1881, visant à régler la police de la pêche dans la mer du Nord en dehors des eaux territoriales.
Le 24 août 1882, le roi le fait comte. À la fin de sa carrière politique, il siège au Sénat.

## Sources
- (nl) Cet article est partiellement ou en totalité issu de l’article de Wikipédia en néerlandais intitulé « Constantijn Theodoor van Lynden van Sandenburg » (voir la liste des auteurs).